# Stictonaclia hova
Stictonaclia hova är en fjärilsart som beskrevs av Embrik Strand 1920. Stictonaclia hova ingår i släktet Stictonaclia och familjen björnspinnare. Inga underarter finns listade i Catalogue of Life.